# Alfred Worden
Alfred Merrill Worden (Jackson, Michigan, 1932. február 7. – Sugar Land, Texas, 2020. március 18.) amerikai űrhajós. Egyike annak a 24 személynek, aki repült a Holdra.

## Életpálya
1955-ben a West Point (United States Military Academy – USMA) Katonai Akadémián szerzett diplomát. 1957-ben kapott repülőgép vezetői jogosítványt. 1961-ig a 95. Fighter Squadron Interceptor Andrews Air Force Base (Maryland) teljesített szolgálatot. 1963-ban az University of Michigan keretében megvédte diplomáját.
1966.  április 4-től 19 másik űrhajóssal együtt a Lyndon B. Johnson Űrközpontban részesült kiképzésben. Kiképzett űrhajósként tagja volt az Apollo–9 támogató csapatának. 1972-1973 között a NASA Ames Research Center munkatársa. 1973-1975 között a Systems Study Ames vezetője. Egy űrszolgálata alatt összesen 12 napot, 7 órát és 12 percet (295 óra) töltött a világűrben. Űrhajós pályafutását 1975. szeptember 1-jén fejezte be. 1975-től a Maris Worden Aerospace elnöke, majd alelnök a BG Goodrich Aerospace Brecksville (Ohio) társaságnál. 2001-től elnöke az Űrhajós Ösztöndíj Alapítványnak (a közönség és az űrlétesítmények- űrhajósok közös programja).

## Űrrepülések
Apollo–15, a negyedik emberes Hold küldetés parancsnoki modul pilótája. Egy űrszolgálata alatt összesen 12 napot, 7 órát és 12 percet (295 óra) töltött a világűrben.

### Tartalék személyzet
Apollo–12 biztonsági mentés parancsnoki modul pilótája.